# Ян IV Крновский
Ян IV Крновский (чеш. Jan IV Krnovský, пол. Jan IV karniowski, ок.1440 — 1483, Водзислав-Слёнски), также известный как Ян Старший — князь Крновский (1452—1474).

## Биография
Ян был старшим сыном князя Крновского Микулаша V от его первой жены Малгожаты Клемм из Лиготы. Принадлежал к побочной линии чешской королевской династии Пржемысловичей. Когда в 1452 году умер его отец,  Ян и его младший брат Вацлав были ещё несовершеннолетними, и регентами княжества стали (соперничая между собой) их мачеха Барбара Рокемберг и дядя Вацлав II Ратиборский. 
Когда братья достигли совершеннолетия, они некоторое время правили в княжестве вместе, а в 1464 году решили разделить его: Яну достались Крнов и Водзислав-Слёнски, а для Вацлава было выделено самостоятельное Рыбникское княжество с городами Рыбник и Жоры. Вацлав также получил Пщинское княжество, из которого двумя годами ранее его брат изгнал их мачеху Барбару Рокемберг.
В 1469 году Ян поддержал чешского короля Йиржи из Подебрада в его войне за чешский трон с королем Венгрии Матьяшем Хуньяди. Этот шаг оказался роковым, так как в 1474 году войско Матьяша вступило в Силезию, и Ян попал в венгерский плен. Точно неизвестно, когда Ян вышел из плена, однако известна цена, которую ему пришлось за это уплатить: ему пришлось передать Матьяшу половину княжества с городом Крнов, которую Матьяш отдал своему внебрачному сыну Яношу. У Яна остался лишь Водзислав, где он и дожил свой век. Жены и детей у него не было, и потому после его смерти его земли отошли чешской короне. Похоронен в доминиканском монастыре в Рацибуже.